# Omar Larrosa
Omar Larrosa (18 de novembre de 1947) és un exfutbolista argentí i entrenador.

## Selecció de l'Argentina
Va formar part de l'equip argentí a la Copa del Món de 1978.